# RS-25
L'Aerojet Rocketdyne RS-25, dit igualment motor principal del transbordador espacial (SSME, de l'anglès Space Shuttle Main Engine), és un motor de coet criogènic de combustible líquid que es feu servir en el transbordador espacial de la NASA i que propulsa el seu successor, l'Space Launch System (SLS).
L'RS-25, fabricat als Estats Units per Rocketdyne, crema hidrogen líquid i oxigen líquid criogènics com a propergol. Cada motor proporciona 1,859 MN d'empenyiment en el moment del llançament. Els orígens de l'RS-25 es remunten a la dècada del 1960, però el seu desenvolupament no es posà en marxa fins a la dècada del 1970, mentre que el seu primer vol, l'STS-1, tingué lloc el 12 d'abril del 1981. Al llarg del seu historial operacional l'RS-25 ha passat per diversos canvis que n'han millorat la fiabilitat, la seguretat i les necessitats de manteniment.
El motor proporciona un impuls específic (Isp) de 452 s (4,43 km/s) en el buit o 366 s (3,59 km/s) al nivell del mar, pesa aproximadament 3,5 t i pot oscil·lar entre el 67% i el 109% de la seva potència nominal en increments d'un punt percentual. L'RS-25 funciona a temperatures d'entre –253 °C i 3.300 °C.
En el transbordador espacial, l'RS-25 es feia servir en conjunts de tres motors muntats a l'estructura de popa de l'orbitador que treien combustible del tanc extern. Els motors impulsaven la nau durant tot l'ascens, mentre que un parell de coets acceleradors sòlids i els dos motors AJ10-190 del sistema de maniobra orbital de l'orbitador també proporcionaven empenyiment durant part del trajecte. Els RS-25 eren retirats de l'orbitador, inspeccionats i restaurats després de cada vol per al seu ús en una missió posterior.

## Components
El motor RS-25 es compon d'una sèrie de bombes, vàlvules i altres components que funcionen de manera coordinada per proporcionar empenyiment. El combustible (hidrogen líquid) i l'oxidant (oxigen líquid) emmagatzemats al tanc extern del transbordador espacial entraven a l'orbitador per les vàlvules de desconnexió umbilicals i des d'allà fluïa per les canonades d'alimentació del sistema de propulsió principal (MPS), mentre que en l'Space Launch System (SLS), el combustible i l'oxidant del tram central del coet flueixen directament cap a les canonades de l'MPS. Una vegada dins aquestes canonades, el combustible i l'oxidant segueixen rutes diferents cap a cada motor (tres en el transbordador espacial i fins a cinc en l'SLS). Cada branca està equipada amb prevàlvules que regulen l'entrada dels propergols al motor.
Una vegada dins el motor, els propergols passen per turbobombes de baixa pressió del combustible i l'oxidant (LPFTP i LPOTP) i seguidament per turbobombes d'alta pressió (HPFTP i HPOTP). Després de les HPTP, els propergols segueixen rutes diferents cap al motor. L'oxidant passa per quatre recorreguts diferents: al bescanviador de calor de l'oxidant, que després es divideix en els sistemes de pressurització del tanc de l'oxidant i de supressió de l'efecte pogo; a la turbobomba de baixa pressió de l'oxidant; al precremador d'alta pressió de l'oxidant, on es divideix entre l'HPFTP i l'HPOTP abans de reunir-se en el col·lector de gasos calents i ser enviat a la cambra de combustió principal (MCC); o directament als injectors de l'MCC.
Mentrestant, el combustible passa per la vàlvula de combustible principal i arriba als sistemes de refrigeració regenerativa de la tovera i l'MCC, o passa per la vàlvula de refrigerant de la cambra. El combustible que passa pel sistema de refrigeració de l'MCC retorna a la turbina LPFTP abans de continuar cap al sistema de pressurització del tanc de combustible o el sistema de refrigeració del col·lector de gasos calents (des d'on avança a l'MCC). El combustible dels sistemes de refrigeració de la tovera i de la vàlvula de refrigerant de la cambra passa per precremadors i entra a la turbina HPFTP i l'HPOTP abans de tornar a ajuntar-se al col·lector de gasos calents, des d'on avança als injectors de l'MCC. Una vegada dins els injectors, els propergols es barregen i s'injecten a la cambra de combustió principal, on es produeix l'encesa. La mescla de propergol en combustió és expulsada pel coll i la campana de la tovera del motor. La pressió resultant proporciona empenyiment.

### Turbobombes

#### Oxidant
La turbobomba de baixa pressió de l'oxidant (LPOTP) és una bomba helicoidal que gira a aproximadament 5.150 RPM sota l'impuls d'una turbina de sis etapes alimentada per oxigen líquid a alta pressió provinent de la turbobomba d'alta pressió de l'oxidant (HPOTP). Incrementa la pressió de l'oxigen líquid de 0,7 a 2,9 MPa. El cabal de l'LPOTP passa a l'HPOTP. Quan el motor està en marxa, l'augment de la pressió permet que la turbina d'alta pressió de l'oxidant funcioni a alta velocitat sense cavitar. L'LPOTP, que fa aproximadament 450 mm × 450 mm, està connectada a les canonades de propergol del vehicle i fixada a l'estructura del vehicle del llançament.
L'HPOTP consisteix en dues bombes centrífugues (una bomba principal i una bomba de precombustió) muntades en un mateix eix i impulsades per una turbina de gas calent de dues etapes. La bomba principal gira a 28.120 RPM i incrementa la pressió de l'oxigen líquid de 2,9 a 30 MPa per generar una potència de 17,34 MW. El cabal que surt de l'HPOTP segueix diverses rutes, una de les quals serveix per a impulsar la turbina de l'LPOTP. Un altre camí el porta a la cambra de combustió principal via la vàlvula de combustible principal. Un altre cabal petit arriba al bescanviador de calor de l'oxidant. L'oxigen líquid flueix a través d'una vàlvula antidesbordament que evita que retorni al bescanviador fins que s'hagi generat prou calor perquè el bescanviador pugui aprofitar la calor que contenen els gasos sortints de la turbina de l'HPOTP, procés que converteix l'oxigen líquid en gas. Seguidament, el gas passa a un col·lector i dirigit per pressuritzar el tanc d'oxigen líquid. Un altre camí entra a la bomba de precombustió de la segona etapa de l'HPOTP per augmentar la pressió de l'oxigen líquid de 30 a 51 MPa. Passa al precremador de l'oxidant i el precremador del combustible via les seves vàlvules corresponents. L'HPOTP fa aproximadament 600 mm × 900 mm i està fixada al col·lector de gasos calents amb brides.
La turbina i les bombes de l'HPOTP estan muntades en un mateix eix. Seria perillós que es barregessin els gasos calents rics en combustible de la secció de la turbina i l'oxigen líquid de la bomba principal, per la qual cosa les dues seccions estan separades per una cavitat que es purga contínuament amb la reserva d'heli del motor durant el seu funcionament. Les fuites cap a la cavitat es minimitzen mitjançant dues juntes que la separen de la secció de la turbina i la secció de la bomba. El motor s'atura automàticament si es perd la pressió de l'heli en aquesta cavitat.

#### Combustible
La turbobomba de baixa pressió del combustible (LPFTP) és una bomba helicoidal impulsada per una turbina de dues etapes alimentada per hidrogen gas. Incrementa la pressió de l'hidrogen líquid de 0,2 a 1,9 MPa i el subministra a la turbobomba d'alta pressió del combustible (HPFTP). Quan el motor està en marxa, l'augment de la pressió facilitat per l'LPFTP permet que l'HPFTP funcioni a alta velocitat sense cavitar. L'LPFTP gira a aproximadament 16.185 RPM i fa aproximadament 450 mm × 600 mm. Està connectada a les canonades de propergol del vehicle i fixada a l'estructura del vehicle del llançament.
L'HPFTP és una bomba centrífuga de tres etapes impulsada per una turbina de gasos calents de dues etapes. Incrementa la pressió de l'hidrogen líquid d'1,9 a 45 MPa i funciona a unes 35.360 RPM i una potència de 53.049.089 W. El cabal que surt de la turbobomba passa per la vàlvula principal i es divideix en tres rutes. Una de les rutes el porta per la coberta de la cambra de combustió principal, on l'hidrogen refrigera les parets de la cambra. Seguidament passa de la cambra de combustió principal a l'LPFTP, on es fa servir per impulsar la turbina de l'LPFTP. Una petita part del cabal de l'LPFTP es dirigeix a un col·lector comú dels tres motors per formar una única ruta al tanc d'hidrogen líquid i així mantenir la pressurització. L'hidrogen restant passa entre les parets interior i exterior del col·lector de gasos calents per refrigerar-lo i seguidament arriba a la cambra de combustió principal. Una segona ruta de l'hidrogen des de la vàlvula principal del combustible el porta dins la tovera del motor per refrigerar-la. En aquest moment, s'uneix a la tercera ruta, que ve de la vàlvula del refrigerant de la cambra. El cabal combinat es dirigeix als precremadors del combustible i l'oxidant. L'HPFTP fa aproximadament 550 mm × 1.100 mm i està fixada al col·lector de gasos calents amb brides.

### Capçal de potència

#### Precremadors

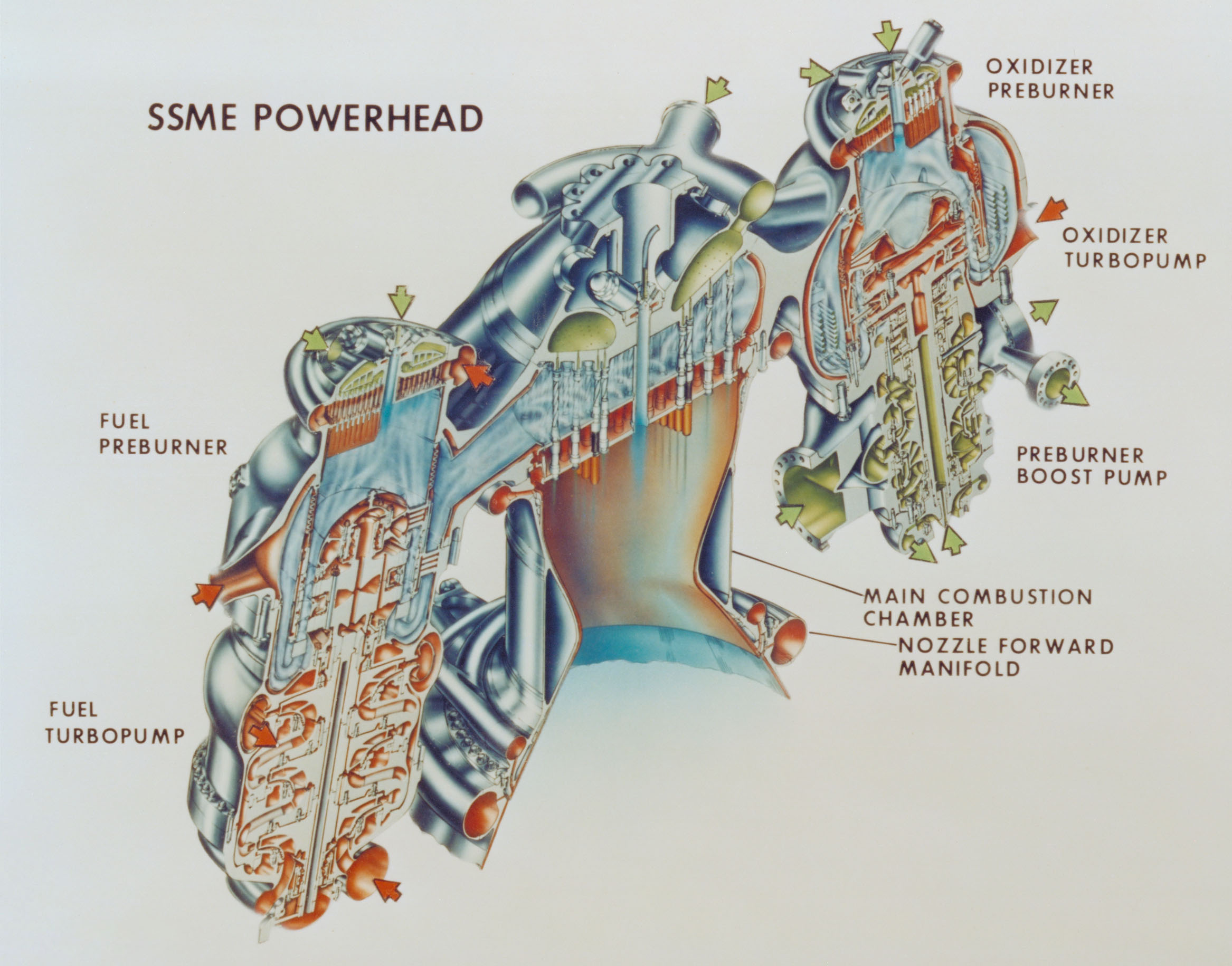
Capçal de potència i bombes d'alta pressió de l'RS-25

Els precremadors de l'oxidant i el combustible estan soldats al col·lector de gasos calents. El combustible i l'oxidant entren als precremadors i es barregen en la proporció adequada per a una combustió eficient. L'encenedor augmentat per espurnes és una petita cambra de combinació situada al centre de l'injector de cada precremador.